# Закон и Бизнес
«Закон и Бизнес» — всеукраинская еженедельная газета, издается с 1991 года на русском и украинском языках. С июня 2011 года выходит в цветном формате.

## Описание
Общий тираж — около 16 тыс.экземпляров.
Страницы газеты содержат информационные, аналитические,консультативные материалы правовой и экономической тематики, проводится мониторинг законотворческого процесса, нормативно-правовых актов министерств и ведомств, судебной практики от местных до Верховного Суда Украины, а также решений Европейского суда по правам человека.
Газета является генеральным медиа-партнером Всеукраинской общественной организации «Ассоциация юристов Украины».

## Награды
- 1998 — номинант общенациональной программы «Человек года — 98» в номинации «Деловое издание года».
- 2000 — почетная награда Союза адвокатов Украины
- 2001 — номинант альманаха «Золотая книга украинской элиты»